# 新界區專線小巴46線
新界區專線小巴46線是由友文投資有限公司營辦的一條專線小巴線，來往富泰邨至屯門市中心。
新界區專線小巴46A線是46線的分支路線，來往景峰豪庭至屯門市中心。
新界區專線小巴46X線是46線的輔助路線，也是來往富泰邨至屯門市中心。
運輸署服務詳情表顯示46系路線皆為循環線，實際上在任何情況下，小巴抵達屯門市中心後所有乘客必須下車，故屬假循環線。

## 簡介及歷史
為解決屯門公路大欖段爬山線工程完工前，日趨惡化的交通擠塞問題，運輸署於1995年計劃推出兩專綫小巴路線，提供屯門碼頭渡輪接駁服務，此路線乃其中一條。
本路線於1997年投入服務，是友文投資投得的首條屯門區內專線小巴路線（初時來往屯門碼頭至嶺南學院，並駛經景峰徑）。嶺南學院於1999年升級為嶺南大學後，本線縮短至屯門市中心。
- 2001年由嶺南大學遷往富泰邨；配合本線的支線（46A）投入服務而不再駛經景峰徑。

- 2009年10月2日起增設特別班次由嶺南大學往屯門市中心，服務時間為星期一至五早上7時至10時，每15分鐘一班，以配合疊茵庭來往屯門市中心的非法邨巴服務於10月1日起取消[2][3]。該特別班次經營至2010年6月1日，陽光巴士開辦疊茵庭居民巴士服務NR763線後取消。

- 2011年10月29日，46線往屯門市中心方向原設於屯貴路富泰邨美泰樓外之分站予以取消，由附近的迴旋處分站取代。

46線自開辦以來，一直受到居民歡迎，在屯門市中心候車乘客眾多，隊尾可長至接近屯匯街，導致小巴在屯門市中心開出時經常滿座。就此，46線的營辦商於屯門市中心加開額外特別班次以疏導乘客，有關班次於富泰邨落客後會直接返回屯門市中心總站。該等班次在屯門市中心開出後，會直接經屯匯街、屯喜路、屯門公路、新德街、新和里、屯門鄉事會路返回青山公路前往富泰。若按該行車路線，屯門鄉事會路近聖公會聖西門呂明才中學分站候車的乘客，將會久候多時仍無法乘搭登車。因此，營辦商會安排部分班次小巴在屯門市中心清客後立即不載客前往聖公會聖西門呂明才中學分站起載。
為方便乘客識別及減少對乘客不便，由2019年10月28日起，營辦商由46線分拆出一條輔助路線46X，去程與主線相同，惟回程在屯門市中心開出後，依小巴滿座時之走線（經屯門公路、新德街、新和里、屯門鄉事會路）直接前往青山公路，再前往兆康站及富泰，以分流屯門市中心及新墟前往富泰的乘客。

## 收費
- 全程收費：$5.2
- 景峰花園往景峰豪庭：$2.8（只適用46A線）

| - 此路線大小同價。 - 65歲或以上長者使用長者或個人八達通（包括「樂悠咭」），合資格殘疾人士使用「殘疾人士身份」個人八達通，以及60至64歲香港居民使用「樂悠咭」繳付車資，均可享有每程劃一$2.0的政府長者及合資格殘疾人士公共交通票價優惠計劃。 - 乘客可以現金或八達通卡於上車時付款，不設找贖。 - 46及46X線設有港鐵八達通轉車優惠，由此路線轉乘港鐵屯馬綫（需於兆康站入閘)，或由港鐵屯馬綫（需於兆康站出閘）轉乘該路線，可享有次程\減收$1優惠。 |

## 用車
本線過去主要採用2代豐田柴油小巴（俗稱「大牌箱」），直至2003年開始引入豐田石油氣小巴，為首條引入石油氣小巴的屯門區專線小巴路線。
現時本線採用10輛7代小巴（19座位）行駛，亦有6輛5代豐田石油氣小巴及2輛6代小巴（其中一輛為19座位）行駛本線。

## 行車路線
- 46線途經：屯貴路，青山公路－嶺南段，兆康站（南）公共運輸交匯處（如有需要），青山公路－新墟段，屯門鄉事會路，屯隆街，屯順街，屯合街，屯門鄉事會路，青山公路，兆康站公共交通交匯處，青山公路及屯貴路。
- 46A線日間途經：景峰徑、景新徑、景峰徑、青山公路－新墟段、屯門鄉事會路、屯隆街、屯順街、屯合街、屯門鄉事會路、青山公路、景峰徑、景新徑及景峰徑。
- 46A線夜間途經：景峰徑、景新徑、景峰徑、青山公路－新墟段、屯門鄉事會路、屯隆街、屯順街、屯匯街、屯喜路、屯門公路、新德街、新和里、屯門鄉事會路、青山公路、景峰徑、景新徑及景峰徑。
- 46X線途經：屯貴路、青山公路、兆康站南面公共交通交匯處、青山公路、屯門鄉事會路、屯隆街、屯順街、屯匯街、屯門公路、新德街、新和里、屯門鄉事會路、青山公路、兆康站南面公共交通交匯處、青山公路及屯貴路。

### 走線圖

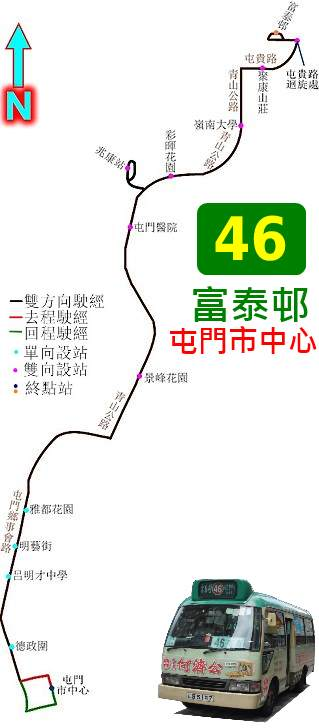
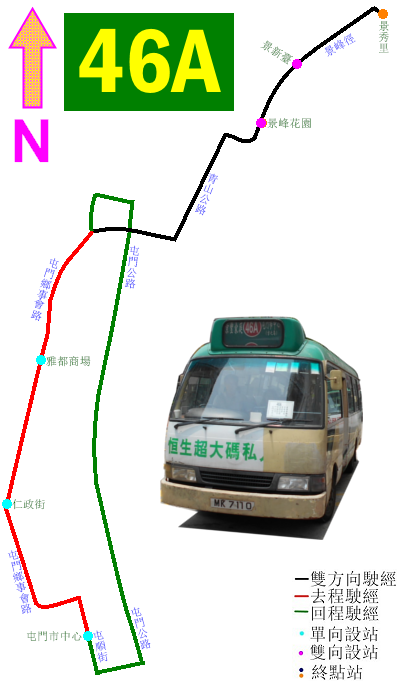

## 第一代新界46線
- 1984年2月1日：運輸署公開招標11組共20條專綫小巴新路線的經營權，第一代46線與第一代45線編為同一組。[6]
- 1984年8月20日：第一代46線投入服務，來往屯門4B區（即井財街一帶）及屯門碼頭（即現時翠寧花園／豐景園一帶）。[7]
- 1987年6月7日：因經營虧蝕（同年4月資料顯示每日載客量僅450人次[8]）而取消服務。[9]

## 外部連結
- 681巴士總站 （页面存档备份，存于）
- 運輸署 - 新界專線小巴46號線路線資料